# SE københavn
|  | Denne artikel er oprettet af botten Steenthbot ud fra en ekstern database. Den kan derfor have sproglige fejl eller mangler. Denne skabelon kan fjernes efter kontrol af indholdet. |

SE københavn er en dansk dokumentarfilm fra 2018 instrueret af Palle Vedel.

## Handling
Fotograferne er, med deres kamera gået på opdagelse, med det formål at lave billeder, som får os til at SE byen. Publikum tages med på opdagelse i vores hovedstad, en by der bliver ved med at overraske. Vi ser byens rum og mellemrum, former og teksturer og detaljer. Vi ser byen, når den er allermest stille. Vi ser det storslåede og det grimme. Vi ser vante steder, som vi i det daglige passerer i ubemærkethed. Vi ser uvante steder, vi ikke vidste byen indeholder. Vi ser øjeblikke og tilfældigheder, som blot strejfer bybilledet for igen at forsvinde. Vi ser mørke, lys og skygger, som uophørligt forvandler bybilledet.

## Medvirkende
- Bente Philip
- Ann-Sophie Rouvillain
- Yoko Yun Nikolaisen
- Seyma Gönen
- Halime Busre Gönen